# 斯科茨布拉夫縣
斯科茨布拉夫縣（英語：Scotts Bluff County）是美国內布拉斯加州西部的一個縣，西鄰怀俄明州，面積1,931平方公里。根據2020年美國人口普查，共有人口36,084人。縣治傑靈 （Gering）。該縣成立於1888年11月6日，縣政府成立於1889年1月28日，縣名來自同名的土丘 （其名紀念一位病死在那裡、名為海勒姆·斯科茨的毛皮商人）。